# HD 114873
HD 114873，又名CD-42 8213，SAO 223989、HR 4991，是一颗恒星，视星等为6.16，位于銀經307.29，銀緯19.54，其B1900.0坐标为赤經13h 8m 13.8s，赤緯-42° 19.54′ 34″。